# Barbeador
Um moderno aparelho de barbear baseado no modelo clássico.
Um barbeador, máquina de barbear ou aparelho de barbear é um instrumento utilizado para remover os pelos faciais, protegendo a pele ao mesmo tempo. Nos aparelhos atuais, as lâminas eliminam a possibilidade de lesão grave, o que as torna mais tolerantes do que uma navalha de barbear. Os barbeadores em forma de "T" são chamados genericamente por giletes, num caso de marca registrada que passou a designar um produto genérico, em referência à Gillette, atualmente marca registrada da empresa Procter & Gamble.

## História

### Antes do primeiro aparelho de barbear
Antes da invenção do primeiro aparelho de barbear, a maioria dos homens usava uma navalha de barbear. Esses barbeadores são disponibilizados por diversos fabricantes diferentes; mas eles não são muito populares, pois eles exigem mais habilidade e atenção para usar corretamente.

### Invenção
O primeiro aparelho de barbear foi inventado no final do século XVIII por um francês, Jean-Jacques Perret, que foi inspirado pela plaina de um marceneiro. Um especialista sobre o assunto, ele também escreveu um livro chamado Pogonotomia ou a Arte de Aprender a se Barbear. No final dos anos 1820, um barbeador similar foi feito em Sheffield, Inglaterra. A partir da década de 1870, uma lâmina de ponta única, montada em um cabo em forma de enxada, estava disponível na Grã-Bretanha e na Alemanha. Uma das mais raras navalhas europeias foi feita pela "Comfort" e, enquanto este não era um aparelho de barbear de verdade, continua a ser um marco no design de navalha. Nenhuma dessas lâminas de barbear é considerada um verdadeiro aparelho de barbear.
Descrito como uma navalha em que "uma pequena lâmina é mantida em um quadro adequado e dotado de um guarda para prevenir que a borda da lâmina corte a pele", o primeiro aparelho de barbear americano foi patenteado em 1888 pelos irmãos Kampfe. O novo aparelho apresentou um fio para proteger a pele ao longo da borda da navalha. Apenas um fio da lâmina é usado para fazer a barba, e ele deve ser removido com frequência para afiar.

### Primeira Guerra Mundial
Durante a Primeira Guerra Mundial, a Gillette realizou um acordo com as Forças Armadas dos EUA para fornecer aparelhos de barbear e lâminas da Gillette para cada homem alistado ou oficial em seu caminho para a Europa como parte de seu equipamento de teste. Até o final da guerra, cerca de 3,5 milhões de navalhas e 32 milhões de lâminas foram colocadas nas mãos dos militares, assim convertendo uma parte substancial dos jovens ao aparelho de barbear da Gillette.

### Mudança para o aço inoxidável
A Gillette fabricou lâminas de aço carbono até 1960. Estes enferrujavam rapidamente e exigiam que o usuário mudasse as lâminas frequentemente. Em 1965, a empresa inglesa Wilkinson Sword começou a vender as lâminas de aço inoxidável, que não enferrujavam e podiam ser usadas várias vezes até cegarem. A Wilkinson rapidamente dominou os mercados britânico e europeu, e a Gillette foi forçada a mudar suas linhas de produção para aço inoxidável para competir. Hoje, quase todas as lâminas são de aço inoxidável. A lâmina de aço carbono continua disponível; sua versão moderna não enferruja se for lavada em álcool após cada barbear. Porque a Gillette detém a patente das lâminas inoxidáveis, mas não atuou nelas, a empresa foi acusada de explorar os clientes, obrigando-os a comprar a lâmina propensas à ferrugem.

### Navalhas de ponta única
Uma variedade mais comum do aparelho de barbear é a navalha de ponta única. Esta lâmina é assim chamada porque as lâminas tem uma única borda ao invés de bordas duplas. Essas lâminas de barbear, apesar de não serem usadas tanto quanto eram no século XX, ainda estão disponíveis em todo o mundo. As mais comuns das navalhas de ponta única foram feitas pela Companhia Americana de Aparelhos de Barbear sob o nome de Ever-Ready utilizando as suas "lâminas de 'rãdio'"; a empresa também produziu um pincel de barba, que é chamado de "The Honest Brush" (O Genuíno Pincel). Outro foi a Gem Safety Razor Company, com o nome "Gem Damaskeene Razor". É possível utilizar lâminas comuns de lojas de materiais para se barbear, embora a maioria use lâminas que são feitas especificamente para o barbear.

## Aparelhos de barbear modernos

### Aparelhos de barbear de ponta dupla
Até o início dos anos 1970, os aparelhos de barbear eram fabricados para aceitar uma única lâmina de barbear descartável. Essas lâminas foram fabricadas com uma ou duas pontas afiadas, dependendo do design do aparelho. Este estilo de lâmina é feito por uma série de empresas como a Merkur, Treet, Weishi e Parker. As lâminas estão sendo feitas ainda hoje em uma ampla variedade de países como os EUA, Israel, Rússia, Coreia, Japão, Egito e Brasil. Algumas das marcas incluem Merkur, Feather, Racer, Bigben, Lord, Treet e Bic.

#### Disponibilidade hoje
Navalhas de lâmina única, novas e velhas, são negociadas por meio de sites de leilões. Aparelhos de barbear de lâmina única vem em uma variedade de configurações, incluindo o tipo sanduíche clássico, ajustável, e o modelo Girar para Abrir (GPA). O tipo sanduíche tem uma cabeça que pode ser retirada do corpo do aparelho de barbear e desmontado para a inserção de uma nova lâmina. Os ajustáveis também podem ser do tipo sanduíche, mas geralmente tem um anel abaixo da cabeça do barbeador que pode ser ajustado para permitir uma exposição da lâmina maior ou menor, o que afeta o nível de agressividade do barbear. As navalhas GPA exigem que o usuário toque em um botão na parte inferior para abrir portas borboleta, onde a lâmina está. Duas lâminas GPA populares são as da Gillette Super Speed e Schick Krona. Aparelhos de barbear estão disponíveis de uma variedade de fabricantes por todo o mundo, incluindo a American Safety Razor Company (ASRCO), Merkur, Derby, Feather, Bic, Dorco, Treet, Croma, Lord e Gillette.

### Cartuchos introduzidos
Uma inovação foi o cartucho de lâmina contendo a lâmina, o que reduziu o risco de o usuário se cortar com as lâminas desprotegidas utilizadas até então. Estes assumiram a forma de um cartucho, com a lâmina fixa dentro de um recinto de plástico do tipo ainda em uso hoje. Em 1965, a Gillette introduziu a navalha Techmatic que utilizava um cartucho com uma tira de aço que podia ser enrolada para a frente para expor uma nova seção da nova lâmina.

### Lâminas duplas
Cerca de 1971, a Gillette introduziu a Trac II, projetada por Francis Dorion, que era a primeira navalha multilâmina produzida em massa disponível nos Estados Unidos. Ao invés de aceitar lâminas padrão, esta navalha foi equipada com um cartucho de lâminas de propriedade descartável, contendo duas lâminas separadas. Pesquisas mostram que as lâminas duplas dão um barbear mais rente do que a de lâmina única, por causa da histerese - a primeira lâmina tende a puxar o cabelo, e os cabelos não são capazes de se retraírem para dentro da pele antes da segunda lâmina corta-lo, resultando em um melhor barbear. Mas o grau a que ela funciona é discutível.
Ao controlar as patentes sobre o aparelho Trac II, a Gillette conseguiu garantir a volta das vendas dos cartuchos de multilâmina para o uso em sua navalha. Isso foi uma extensão natural do aparelho de barbear e lâminas a filosofia de vendas. Gillette era capaz de vender estes cartuchos por um preço maior do que as de lâminas únicas, levando a maiores lucros. Competidores Schick e ASRCO foram rápidos em seguir essa mudança, introduzindo os seus próprios aparelhos multilâmina.
A Gillette introduziu posteriormente as navalhas de lâmina dupla Atra (conhecida como Contour em muitas partes do mundo), que contava com uma cabeça giratória que a empresa alegou que se aproximaria do formato do rosto. As lâminas das Trac II Plus e Atra Plus introduzidas mais tarde incorporaram uma "fita lubrificante".
Gillette seguiu o sistema Atra com o sistema Sensor, que contou com lâminas duplas que eram individualmente com molas para ajustar-se aos contornos do rosto. O sistema Sensor foi modificado posteriormente ao sistema SensorExcel.

### Barbeadores descartáveis

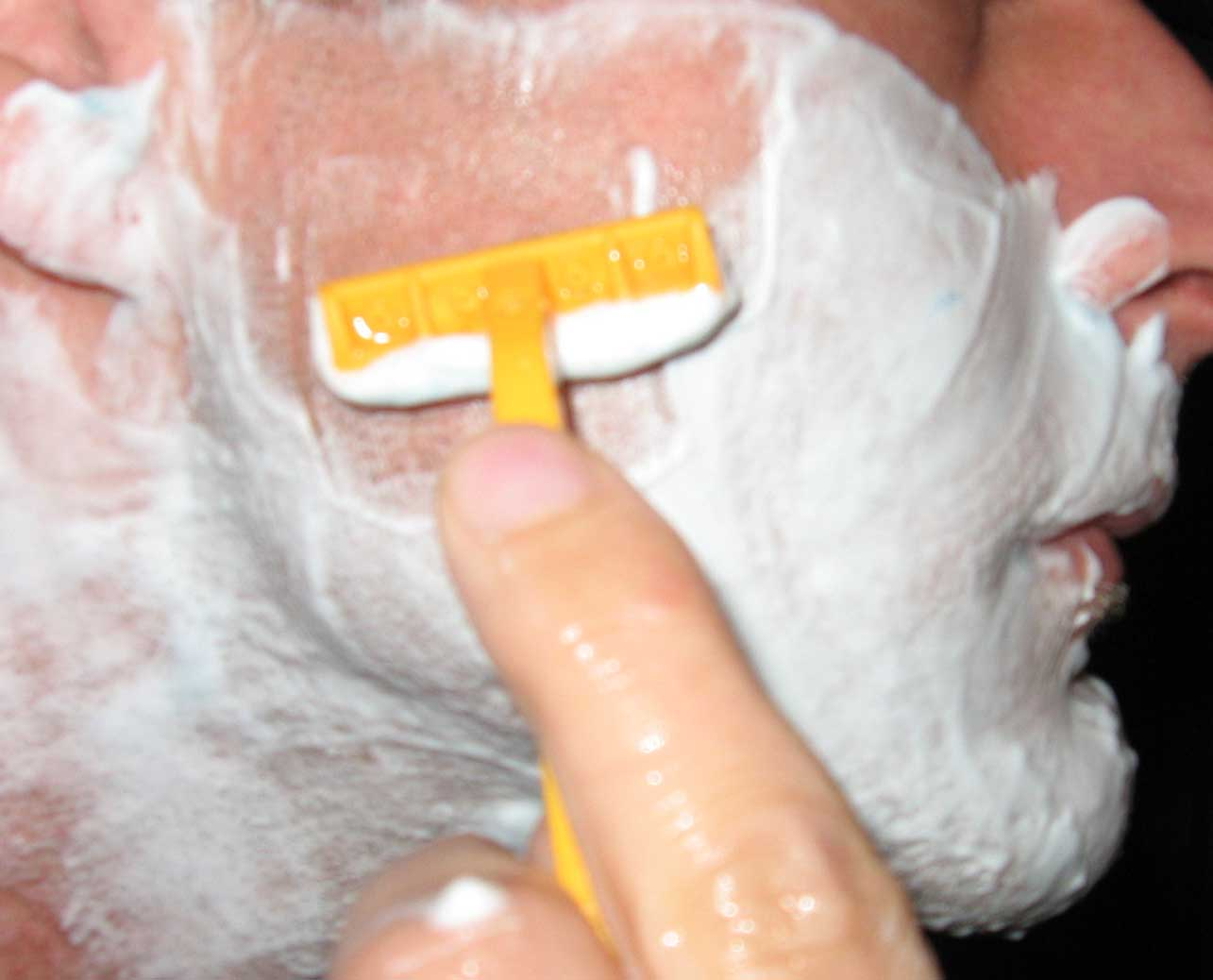
Homem usando um barbeador com o auxílio de um creme de barbear.

A próxima inovação veio com a introdução do aparelho de barbear Bic descartável em 1974. Em vez de ser um barbeador com uma lâmina descartável, o barbeador inteiro foi fabricado para ser descartável. A resposta da Gillette foi o barbeador descartável Good News que foi lançado no mercado dos EUA em 1976, antes do descartável da Bic ser disponibilizado nesse mercado. Pouco tempo depois, A Gillette modificou a estrutura da Good News para adicionar uma faixa de aloe acima da navalha, resultando no Good News Plus. O suposto benefício da tira de aloe é para aliviar qualquer desconforto sentido no rosto durante o barbear. Lâminas de barbear descartáveis de plástico e navalha com lâminas substituíveis descartáveis, muitas vezes com dois ou três pontas de corte (mas às vezes, com quatro e até recentemente, cinco pontas de corte), estão em uso comum hoje.

### Cartuchos introduzidos de 3 e 4 lâminas
A Gillette introduziu o primeiro cartucho de lâmina tripla, o Mach3, em 1998, e posteriormente melhorou o sistema Sensor, adicionando uma terceira lâmina para criar o Sensor3. Este intensificou a "corrida armamentista" com a rival Schick/Wilkinson Sword. A competição no mercado de lâminas em um cartucho é parodiada desde os anos 1970. O episódio de estreia do Saturday Night Live, em 1975, incluiu uma paródia da propaganda para o Triple Trac Razor, logo após o primeiro cartucho de duas lâminas de barbear para homens ser anunciado. Em 2004, um artigo satírico do The Onion em intitulado "Dane-se Tudo, Estamos Fazendo Cinco Lâminas", previu o lançamento de cartuchos de cinco lâminas, dois anos antes da sua introdução comercial.
Schick/Wilkinson responderam ao Mach3 com o Quattro, o primeiro cartucho de quatro lâminas. Estas inovações são comercializadas com a mensagem de ajudar aos consumidores a obter o melhor barbear tão facilmente possível. Outro impulso para a venda de cartuchos de múltiplas lâminas é que eles tiveram altas margens de lucro. Com os fabricantes frequentemente atualizando os seus sistemas de corte, o consumidor pode ficar "bloqueado" em comprar seus próprios cartuchos, enquanto o fabricante continua a fazê-los. Após a introdução do Mach3 com preços mais elevados em 1998, as vendas da lâmina da Gillette perceberam um aumento de 50% e aumento dos lucros em um mercado maduro diferente.

### Desenvolvimentos recentes

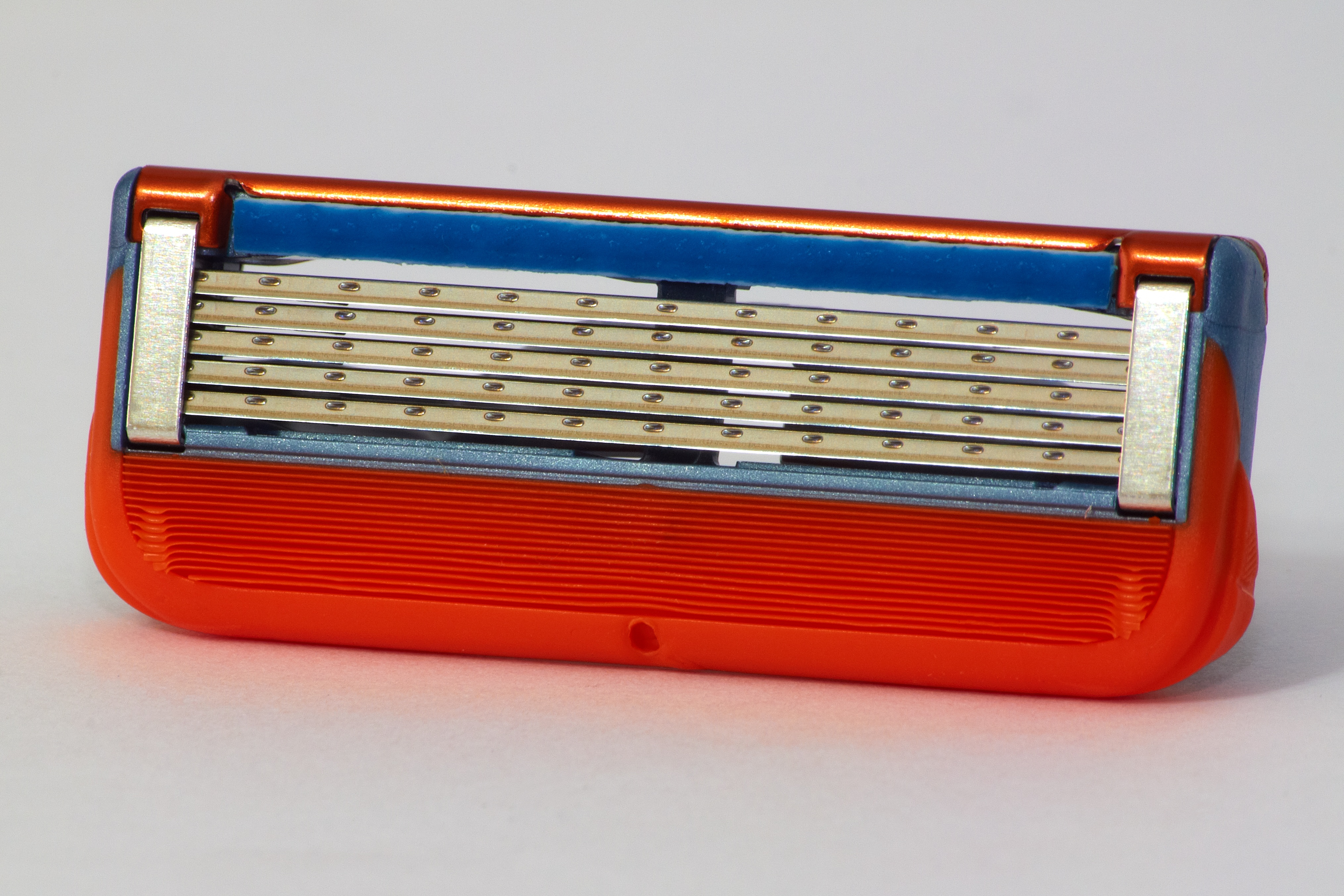
Gillette Fusion

A última lâmina introduzida pela Gillette é a marca Gillette Fusion de sistema de barbear, que utiliza um cartucho de cinco lâminas com uma lâmina adicional de corte único. Uma linha completa de produtos para barbear foram introduzidos como parte do sistema da marca Fusion.
Gillette também produziu variantes providos de energia dos barbeadores Mach3 (M3Power, M3Power Nitro) e Fusion (Fusion Power e Fusion Power Phantom). Essas lâminas aceitam uma única pilha AAA, que é usada para produzir a vibração da máquina. Esta ação, como anunciado pela Gillette, destinava-se para levantar o cabelo para cima e para fora da pele antes de ser cortado. Estas alegações foram afastadas no tribunal como "infundadas e imprecisas". A Schick também oferece uma versão de seu produto Quattro provido de energia chamado Schick Quattro Power.
Em 2008, a empresa britânica King of Shaves lançou no Reino Unido a Azor de 4 lâminas, uma chamada "sistema de navalha híbrida e sinérgica" que eles alegaram que barbeia tão perto quanto os produtos concorrentes. A Azor usa um método de construção muito mais simples do que outros sistemas de aparelhos de barbear e o cabo é feito no Reino Unido. A Azor tem uma dobradiça flexível em vez de uma cabeça giratória usada por outras navalhas. A King of Shaves alegou que o número de lâminas não é estritamente importante, é a agudeza e limpeza das lâminas que é importante para obter um barbear mais rente. A Azor foi agora lançada nos EUA em Duane Reade.
A partir de janeiro de 2011, a cadeia de supermercados holandeses Albert Heijn vende, com sua marca própria, cartuchos de 6 lâminas.

## Diferenças entre os barbeadores masculinos e femininos
Barbeadores geralmente são comercializados em versões masculina e feminina; a diferença exata entre os dois varia de cor única à maioria dos barbeadores descartáveis com princípios de design completamente diferentes. Em geral, os barbeadores masculinos e femininos e barbeadores descartáveis são intercambiáveis; porém, às vezes há uma diferença de ergonomia; os barbeadores femininas ou tem um cabo maior para maior alcance ou um cabo em forma de raquete para permitir um controle longitudinalmente. Cabos com design especializado também existem, para barbear áreas como as axilas ou virilhas (depilação pubiana).